# Giselher Hickel
Giselher Hickel (* 1943 in Bromberg) ist ein deutscher evangelischer Pfarrer und Theologe.

## Leben
Hickel studierte Evangelische Theologie an der Karl-Marx-Universität Leipzig und wurde zum Pfarrer ordiniert. Nach einem Dienst als Gemeindepfarrer in Leipzig wurde er Landesjugendwart für Schülerarbeit in Sachsen. Danach wurde er 1978 von der Evangelisch-Lutherischen Landeskirche Sachsens freigestellt für den Dienst als Generalsekretär des Ökumenischen Jugendrates in Europa. Seit 1982 arbeitete er beim Bund der Evangelischen Kirchen in der DDR, zunächst als Fachreferent für den Ökumenischen Jugenddienst (ÖJD), seit 1982 als Geschäftsführer des Facharbeitskreises Ökumenische Diakonie. Er war inoffizieller Mitarbeiter der Staatssicherheit und berichtete unter dem Decknamen „Kiesel“ dem MfS.
Nach Auflösung des Kirchenbundes, 1991, quittierte er den kirchlichen Dienst, arbeitete zwei Jahre als sozialpädagogischer Mitarbeiter der Jugendgerichtshilfe in Berlin-Hohenschönhausen und seit 1994 als Friedhofsarbeiter auf dem Dorotheenstädtischen Friedhof.
Hickel war viele Jahre Mitglied der Christlichen Friedenskonferenz und für diese ehrenamtlich in verschiedenen Funktionen auf nationaler wie auf internationaler Ebene tätig, zuletzt seit 1999 als amtierender Sekretär des internationalen Koordinierungsausschusses der CFK. In dieser Funktion musste er 2002 die aus rechtlichen und wirtschaftlichen Gründen erzwungene Auflösung der internationalen CFK verantworten.
Hickel ist in der Niederländisch-Ökumenischen Gemeinde in Berlin aktiv und ist Mitglied im Vorstand des Vereins der Freunde des Hendrik-Kraemer-Hauses e. V.
Hickel lebt in Berlin, ist verheiratet und Vater von drei Kindern. Seit Mitte März 2010 hält er sich in Palästina auf, wo er als Mitarbeiter eines Programms des Ökumenischen Rates der Kirchen tätig ist: „Ecumenical Accompaniment Programme in Palestine and Israel“ (EAPPI; Ökumenisches Begleitprogramm in Palästina und Israel).

## Werke
- Dorotheenstädtischer Kirchhof. Mit Fritz, Margarete. - EL Berlin 2002, 1. Aufl.
- Vom Wert der Erfahrung des Scheiterns. Erev-Rav, Verein für Biblische und Politische Bildung, Wittingen 1996
- Ost und West - herausgefordert zu mehr Gerechtigkeit in der Weltwirtschaft. Verlag Dienste in Übersee, Hamburg 1989
- Gottes Option für die Armen leben - Über die Zukunft der Arbeit im Hendrik-Kraemer-Haus, in: Horst Dohle / Joachim Heise / Rimco Spanjer (Hg.), Der Geschichte ins Gesicht sehen. Zum 80. Geburtstag von Bé Ruys. Autobiographische Skizzen, Erinnerungen und Betrachtungen

### Als Herausgeber
- Leben – Arbeit – Vermächtnis. Broschüre aus Anlass des 70. Geburtstages von Wolf-Dietrich Gutsch (1931–1981). Hrsg.: Lodewijk Blok – Niederlande, Bert Hanekamp – Niederlande, Giselher Hickel – Deutschland, 2004
- Broschüre zu Ehren von Carl Ordnung. Beiträge u. a. von Giselher Hickel, Friederike Schulze, Dick Boer, Walter Hättig, Peter Katjavivi, Bernd Krause und von Carl Ordnung selbst, SODI Berlin 2008[5]

### Aufsätze
- Die soziale Revolution steht noch aus. Rezension zu: Axelle Kabou, Weder arm noch ohnmächtig. Eine Streitschrift gegen schwarze Eliten und weisse Helfer, Lenos 2001[6]
- Zum Kirchenverständnis der EKD-Denkschrift: Gemeinwohl und Eigennutz[7]